# 高揚力装置

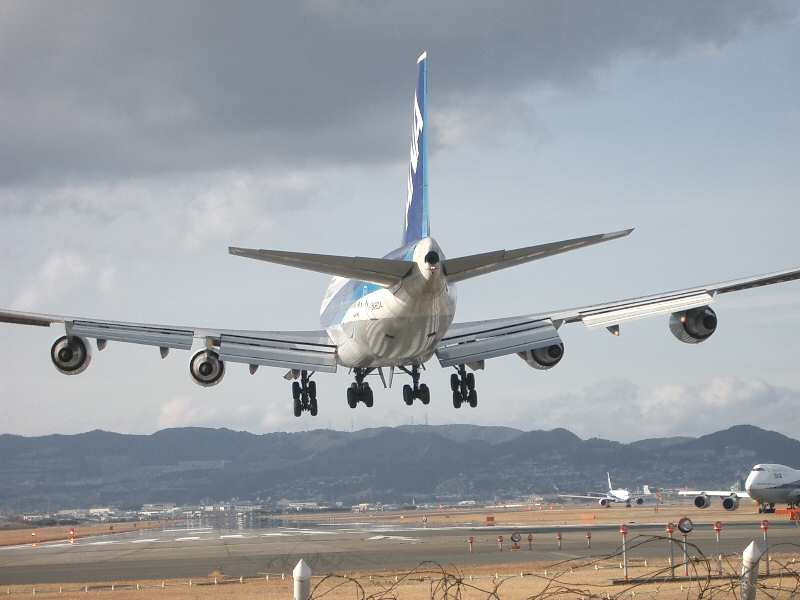
トリプルスロッテッドフラップを展開し着陸するボーイング747

高揚力装置（こうようりょくそうち、英語: high-lift device）とは、飛行機の揚力を増大させるための装置である。必要時に主翼から展開させるタイプのものが多い。

## 概要
飛行機は、より早く目的地に到達することが求められるので、巡航時には高速に飛行する。しかしながら、離着陸時にはできるだけ低速にして、滑走距離を短くすることが求められる。
黎明期の飛行機は現在から見れば低速であったが、巡航中において主翼を最適な翼面荷重にすることにより、徐々に速度性能が向上し、高速で巡航できるようになった。だが一方で、主翼の翼面積が小さくなってしまい、翼面積を変えない限り、離着陸速度と滑走距離が増大する問題が発生する。離着陸時において飛行機は可能な限り低速である事が求められるため、巡航時と離着陸時の速度性能のギャップが目立つようになった。飛行機の主翼に発生する揚力は速度の2乗に比例するため、低速性能を重視すれば高速時の揚力が過剰になり、高速性能を重視すれば低速時の揚力が不足する。普通は飛行機は迎角を調整する事によって揚力を適切に保つが、迎角を大きく取ると今度は失速に陥るため、迎角の調整という方法には限界があった。
そのため、高速性能と低速性能を両立させるため、主翼自体は高速向きのものとし、離着陸時での低速においては不足する揚力を補うため、主翼の最大揚力係数を増す装置が高揚力装置である。高揚力装置は以下のような方法を用いて揚力を増大させる。
キャンバー（翼の湾曲）を増やす
翼は気流を曲げることによって揚力を得ている。そのためキャンバーが大きければ揚力も大きくなる。初期の飛行機はキャンバーが大きな翼型を採用していたが、高速時には空気抵抗と揚力が過大になる。よって離着陸時など低速時のみキャンバーを増やす。
翼面積を大きくする
翼面積が大きければ、揚力もある程度は大きくなる。ただし翼面積が大きいと高速時には空気抵抗が大きくなる。よって離着陸時など低速時のみ翼面積を増やす。
剥離を抑え、失速を遅らせる
より大きな迎角を取れば揚力も大きくなるが、失速という問題が生じる。そのため失速を防止する機構を付加する事で、低速時により大きな迎角を取る事を可能にする。
（翼型や翼平面形の工夫で大迎角時に失速しにくくなる手法も存在するが、高揚力装置とは関係無い。あくまで機械的な動作を伴うものが高揚力装置と呼ばれる。）
かつてはパイロットが計器を見ながら手動で操作していたが、アビオニクスの高度化によりフライト・コントロール・システムと連動することで、最適な設定値を表示したり操作自体を自動化した機種もある。

## フラップ

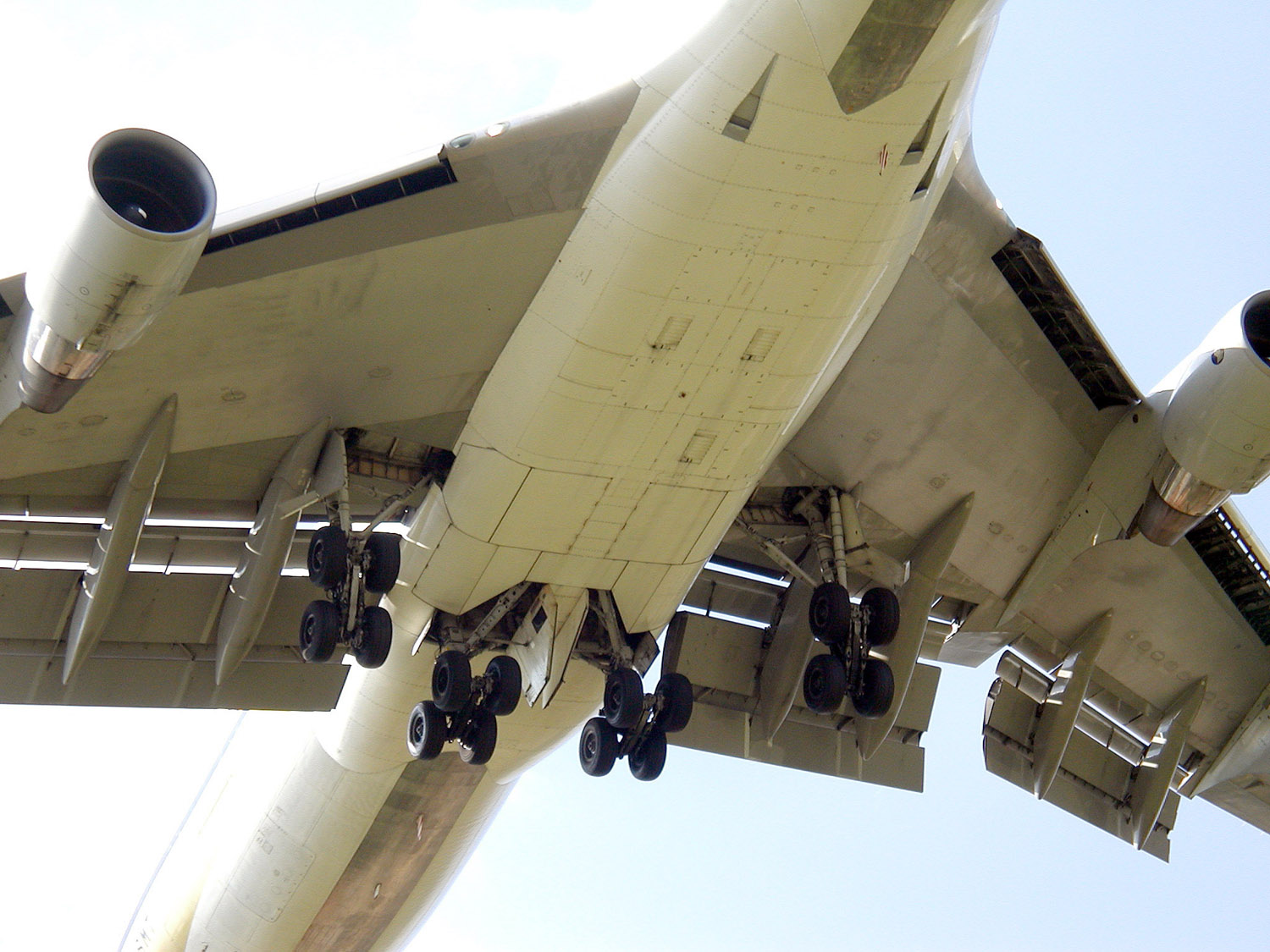
前縁のクリューガーフラップ（エンジンより胴体側）とバリアブルキャンバーフラップ（エンジンの外側）、後縁のトリプルスロッテッドフラップを展開して着陸態勢にあるボーイング747。

翼の前部（前縁）についているものは前縁フラップ、翼の後部（後縁）についているものは後縁フラップ、と呼ばれる。両方を備える機体の場合は、組み合わせて使用することが多い。

### 後縁フラップ
後縁フラップは、プロペラ推進の小型飛行機からジェット推進の大型旅客機や戦闘機に至るまで多くの飛行機に装備されている。角度はふつう何段階かに設定でき、離陸時は中程度の、着陸時は最大の角度にすることが多い。
副次的に抗力が増大するため、着陸時の滑走距離を短縮する作用もある。
操縦士が2名乗務する民間機の場合、通常は副操縦士がフラップの操作を行う。このため、フラップを操作するレバーは操縦席の右席側に取り付けられる。

#### 種類
後縁フラップには以下のような種類がある。

##### 単純フラップ
主翼後縁を単に下げキャンバーを増加させるもの。構造は簡単であるが、あまり大きな最大揚力係数は得られない。

##### スプリットフラップ

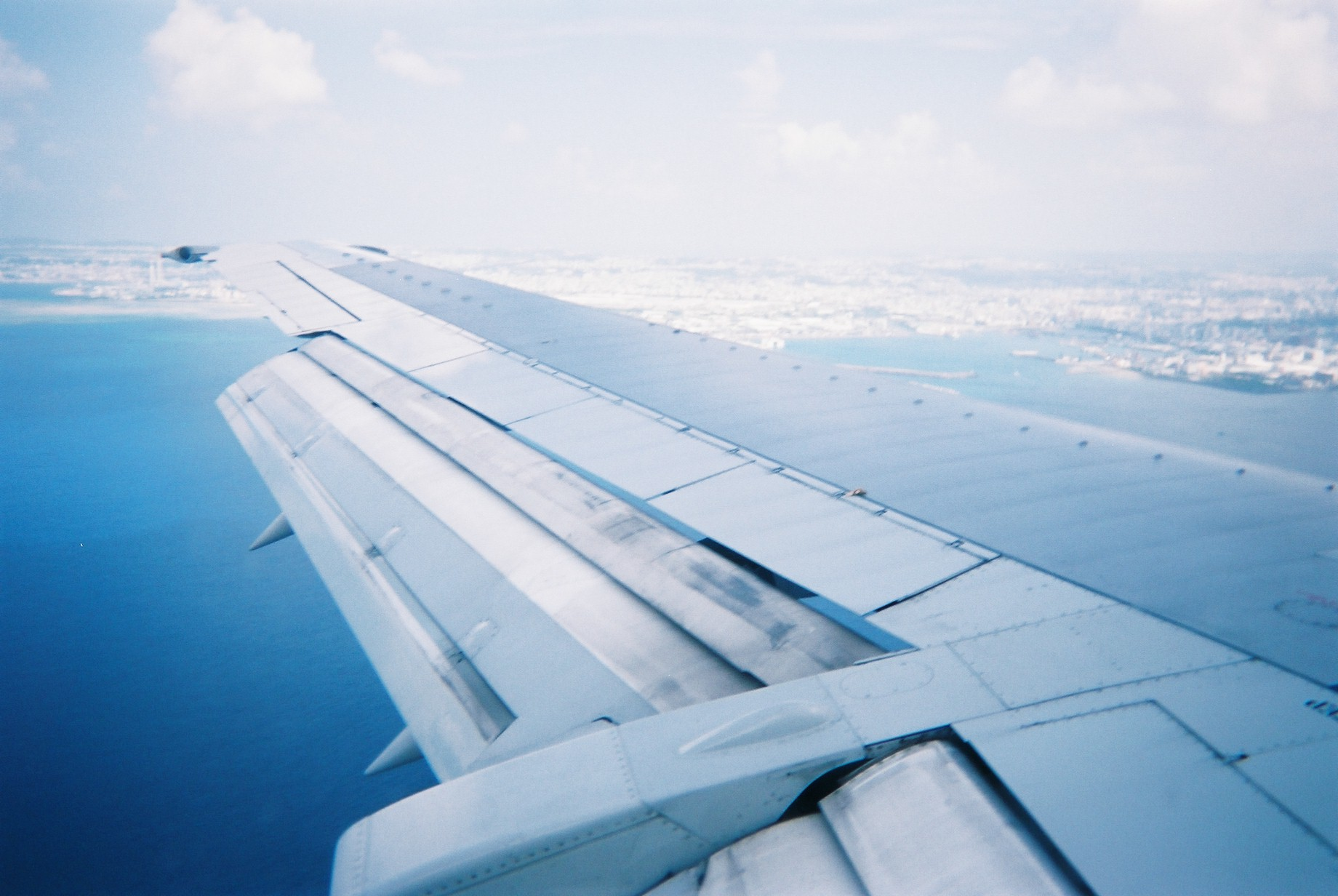
着陸前に展開するボーイング737のトリプルスロテッドフラップ。

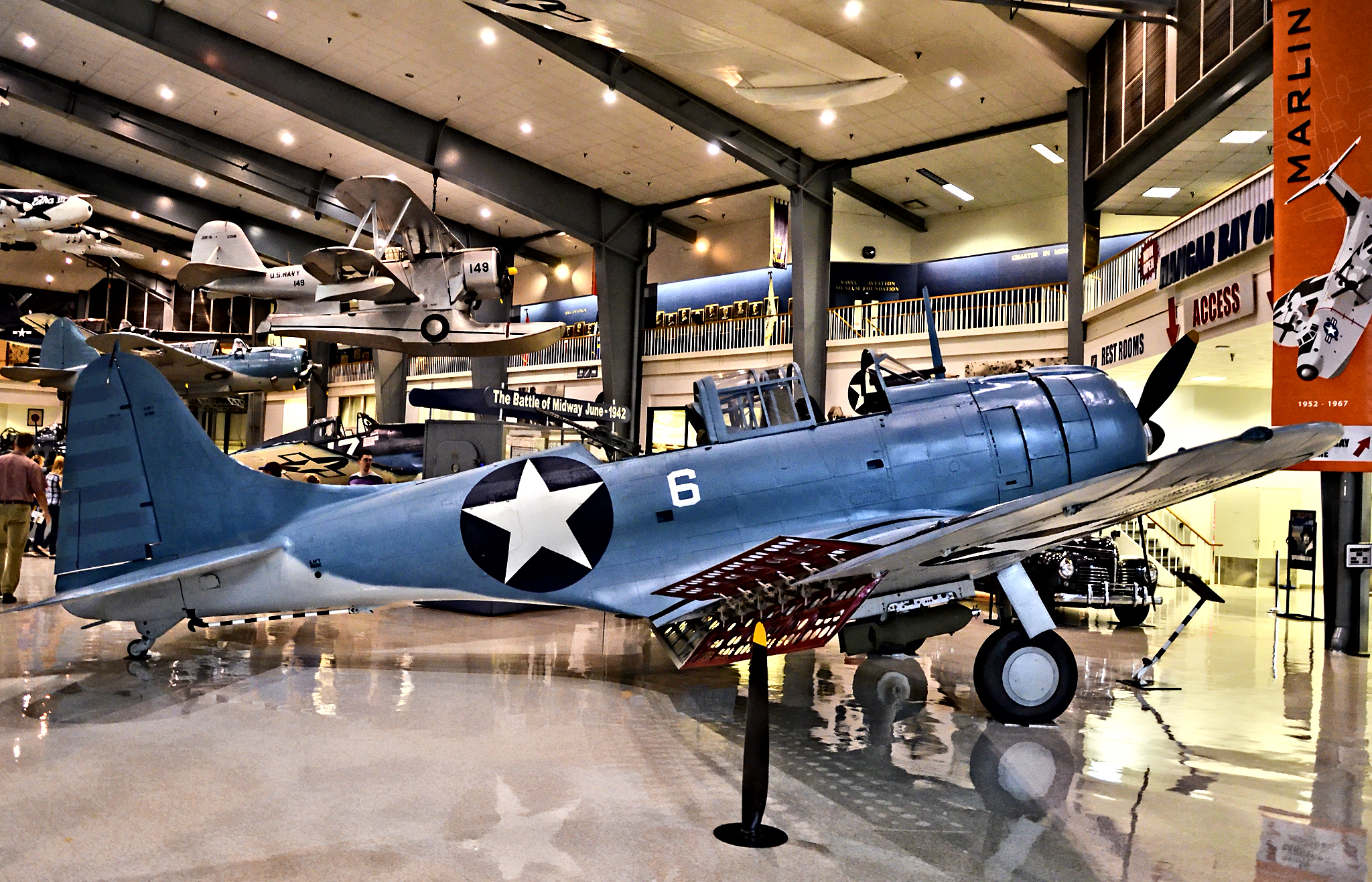
SBDのダイブブレーキ兼用フラップ。

主翼後縁の下面のみを下げる。これにより後縁の静圧を低くして揚力を増すもの。構造が簡単な割に揚力係数の増加が大きい。抗力も著しく増える為エアブレーキ（ダイブブレーキ）としての効果も狙って採用され、主翼後縁の下面を下げると同時に上面が上がる様にしたものが急降下爆撃に採用された事例がある。この場合はフラップには細かい穴が開けられており、使用可能速度の上限を引き上げている。なお、スプリットフラップは、昭和初期に三菱の野田哲夫が考案したという。

##### スロッテッドフラップ
隙間フラップや間隙フラップとも呼ばれる。キャンバの増加も行い、主翼とフラップの間に隙間を空けることにより、翼上面に前方の翼下面の気流を流し剥離を遅らせる。より効果を高めるよう隙間を2つに増やしたダブルスロッテッドフラップや3つに増やしたトリプルスロッテッドフラップもある。

##### ザップフラップ
スプリットフラップのように翼下面が動き、さらに可動部分が後ろに下がる（ただし半分ほどしか後退しない）ことにより、キャンバーの増加・主翼面積の増大を狙ったもの。構造が複雑なうえに、フラップ効果が低いことから、現在では使用されていない形式である。

##### ファウラーフラップ
可動部分が後ろに下がることにより主翼面積を増大させ揚力増大の効果を得るもの。さらにスプリットフラップのように後ろに下がるに加えて翼下面が動くものや、スロッテッドフラップ（一重スロッテッドフラップ）のように翼と隙間を空けて展開するものもある。

### 前縁フラップ

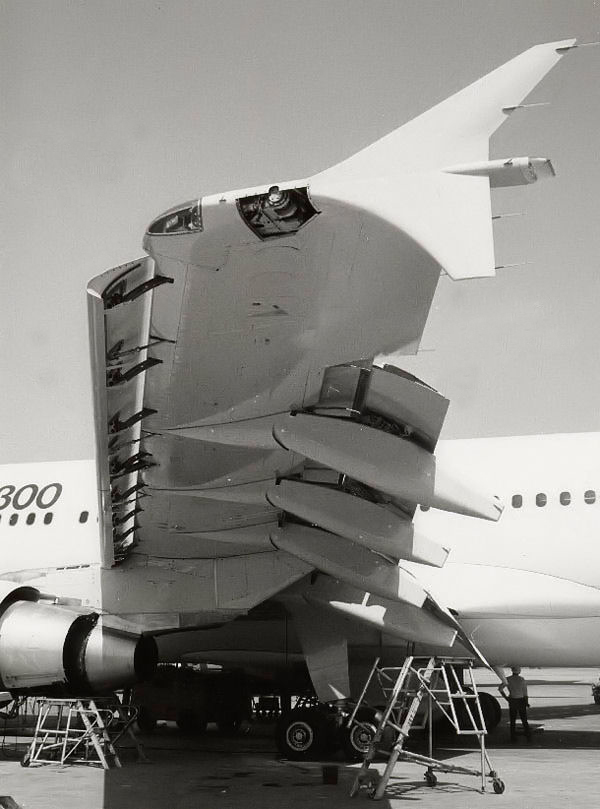
エアバスA310旅客機のスラット (SLATS) とフラップ (FLAP)

前縁フラップとは、その名の通り主翼の前縁に格納された高揚力装置である。巡航中は主翼前縁に格納されており、離着陸時などの迎角の大きな時に前方に引き出し、気流の早期剥離を防止する事で、揚力係数を高めるものである。フラップと比べて抗力が少ないため、ジェット機のほとんどに使用されている。

#### スラット
主翼前縁の一部分を前方に稼動させることで主翼との間にすき間を作るもの。翼下面側の気流の一部を上面に流すことで、上面の層流境界層にエネルギーを供給し、剥離を遅らせるものである。より高い迎角まで失速せずに揚力を増大させることができる。

##### 自動スラット
小さい迎角ではスラットは空気力によって主翼前縁表面に密着し、大迎角では翼前縁の負圧によって（補助スプリングを付ける場合あり）展開する。中迎角時に浮動し空気抵抗を増やすことから、今日ではあまり用いられない。ハンドレページの特許であるため『ハンドレページ・スラット』とも呼ばれる。

##### 固定スラット
スラットが常時展開している方式。低速の機体に用いられるが、前縁にスリットを設ける形の高速機向けのものもあり、Me163などで採用されている。
F-4 ファントムIIでは、海軍用のF-4B後期型（前期型では後日装備）やF-4J、空軍用のF-4E、英海軍向けのF-4Kにおいては水平尾翼の前縁に固定式スラットが設置されている（F-4C/Dや英空軍用のF-4M、西ドイツ空軍用のF-4Fのように設置しない機体もある）。こちらは主翼とは逆に、水平尾翼下面の失速を防ぐように上面から下面に流れるように設計されている（水平尾翼は機首を上げるために用いることが多く、水平尾翼下面の失速を防ぐことは迎角限界の向上、ひいては機動性向上につながるため。F-15イーグルも同様の理由で水平尾翼前縁にドッグトゥースを設けている。）。

##### 手動スラット
操縦者の操作により制御される。旅客機では半自動化された機種が多い。

#### ドループ前縁
主翼前縁の一部が下方へ折れ曲がるもの。

#### クルーガーフラップ
クリューガーフラップとも。主翼前縁に折りたたんでいたフラップを前下方へ突き出すことで主翼面積を増加させるもの。

#### バリアブルキャンバーフラップ
クルーガーフラップの改良形で、繊維強化プラスチックなどでできた外板をたわませることでフラップ自身のキャンバーも増加させつつせり出すもの。

### 空戦フラップ
戦闘機においては、戦闘時の旋回性能向上のためにもフラップを利用する。最初はその目的で開発されたものではないフラップを、パイロットが自分で操作していたが、飛行状態に応じて最適なフラップ角を選択する必要があるため、熟練パイロット以外には操作が困難であった。やがて空戦時の使用を前提に、全開にまで至らない中間的なポジションを予めとっておく空戦フラップが開発され多くの機体で用いられた。しかし、旋回に最適なフラップ角度は速度と旋回にかかるGによって逐次変わるものであり、これら固定空戦フラップでは開度の過剰または不足を招いていた。フラップが過剰に開くことは速度を必要以上に失うことに繋がるうえ、フラップ開度が不足な場合には旋回に必要な揚力を賄えずに失速へと至ってしまう。理想の空戦フラップとは、パイロットの手をわずらわせること無く、開度を連続的に制御できるもの、ということになる。
そこで、空戦フラップの動作を自動化した、自動空戦フラップが開発された。構造そのものはファウラーフラップと同じだが、速度を測るためのピトー管からくる動圧と、Gを計るために水銀を入れた容器とを組み合わせることにより、旋回時に必要なフラップの自動稼働を可能とした。太平洋戦争時の日本海軍機の紫電改や烈風に搭載された。
現代のジェット戦闘機では、操縦装置のコンピュータが常時速度や迎え角などを計算しては必要性に応じて必要量のフラップの出し入れを自動で行う機能を持つことが普通となっており、そのコンセプトとしては空戦フラップと共通するものであるが、空戦フラップとあえて呼称する事はなくなっている。

### ジェットフラップ
ジェットエンジンの推力方向を下に傾けることにより上向きの力を発生させるもの。

### フラップの操作速度
高速でフラップを展開すると、フラップ自体の破損のほか、主翼付け根部分に過大な応力を生じ危険であるため速度上限（フラップ操作速度）が設けられる。

### フラッペロン
フラップとエルロンを兼ねたもの。アメリカ海軍機などではドループエルロンとも呼称する。
フラップとして使用しない水平飛行中は左右のフラッペロンは上下逆方向に動作してエルロンとして働き、離着陸時にフラップとして使用する場合は左右が同調して下向きの角度に動作してフラップとして働く。フラップ動作をしている場合はエルロンとしての効果を発揮できないが、戦闘機であれば昇降舵が左右差動させられるテイルロンであることが多く、また大型民間旅客機は内翼部に独立したエルロンを別個に持っていることが多いため、エルロンとしての効果はそれらが受け持つ。
F-16以降に開発された戦闘機ではフラッペロンが使用されていることが多い。F/A-18シリーズやハリアー IIなどは、外翼部がフラッペロン・内翼部が単純フラップやスロッテッドフラップとなっていてより高い揚力を得られるようになっている。B777やA380など最近の旅客機のエルロンも高揚力を得るためにフラッペロンが採用されている。コンコルドのようにカナードを持たない無尾翼デルタ翼機の場合は後縁の動翼をフラップとして使用することができないため、エルロンとエレベーターを兼ねたエレボンと呼ばれフラッペロンとは呼べない。

### ブロウン・フラップ
ブロウンフラップとは離着陸時の低速時の航空機の揚力を増やす目的でイギリスで考案された高揚力装置である。その行程は境界層制御とも呼ばれる。1960年代には一般的だったが複雑な整備が必要なので廃れた。現在は類似の構造が軍用機等で散見されるが普及はしていない。更に、初期の概念が現代的な技術で乱流制御翼としてより効果的な高揚力装置として使用される。
従来のブロウンフラップでは少量のタービンエンジンの圧縮空気を抽出したブリードエアを配管で主翼の後部へ送った。特定の角度のフラップの隙間から高エネルギーの空気を境界層に噴射することで境界層剥離を遅らせ、揚力を増やす。

## 境界層制御装置
進行方向に対して翼の角度が大きすぎるとき、翼上面の気流（空気の流れ）は、空気の粘性の影響で運動エネルギーを失い翼に沿いきれずに剥がれてしまい（境界層剥離）、翼上面の圧力が下がらず揚力が発生できなくなってしまう。これを解決するため、前縁フラップ・後縁フラップ・スラットなどの機械的なメカニズムを使用することで、翼上面の気流の剥離を防いでいるが、それを使用した際の最大揚力係数は3.36程度が限界であり、飛行機の高速化に伴なって翼面荷重や離着陸速度が大きくなり滑走距離も長くなっていった。そこで境界層に運動エネルギーを人工的に与えることにより気流の剥離を防ぐとともに最大揚力係数を飛躍的に高める装置が境界層制御（Boundary Layer Control BLC）装置である。前述のスロッテッドフラップやファウラーフラップも境界層制御をしている。

### 種類
種類として以下のものがある。

#### 層流制御 (Laminar Flow Control) 翼
主翼上面に設置された吸い込み穴（スロット）から、翼上面の離れた運動エネルギーを失った気流を吸込む吸い込み翼、翼上面の離れたところを流れる気流に運動エネルギーを失っていない気流を翼上面に流す吸出し翼があり、アメリカ航空宇宙局がX-21A実験機により実現させたが経済的な理由から実用化はされていない。

#### インターナリーブロウンフラップ (Internally Blown Flap)
エンジンで圧縮した空気を翼上面に吹き出して、吹き出した空気の速度で層流を作り出し境界層に運動エネルギーを与える方法。F-104やF-4、バッカニアなどのような小型機では主エンジンの圧縮機から抽気するのが一般的であるが、US-1やUS-2などのように専用エンジンによる圧縮機を設けるものもある。

#### エクスターナルーブロウンフラップ (Extarnally Blown Flap)
エンジンからの排気ガスを多重スロッテッドフラップにあて、フラップの隙間から排気の一部を翼上面に流す方法。原理はスロッテッドフラップと同じ。YC-15で用いられ、これを元にしたものがC-17で実用化されている。フラップにジェット排気を直接当てるのでフラップそのものやそれを支持する部分には高い強度と耐熱性が求められる。フラップは出している間だけ排気の中にあり、収容すると排気は通常と変わらない形で噴射されるので、巡航中は排気に対してこれといった影響を与えないという利点がある反面、フラップを出している時はジェット排気の中なので耐衝撃性も必要とされる。

#### アッパーサーフェスブローイング (Upper Surface Blowing)
エンジンの排気を主翼上面に沿って吹き出し、伸ばしたフラップへ気流を付着させることにより揚力を得る方法。エンジンの排気は周囲の空気の速度に比べ速度が高いのでより大きな揚力を得られる。気体が曲面に沿って流れるコアンダ効果を利用したもの。実用機としてはAn-72で用いられている。また旧西側諸国でもYC-14や飛鳥など、これを用いた実験機が製作された。ジェット排気を主翼上面に沿わせるので主翼上面とフラップは高い耐熱性が必要とされる。

#### ジェットフラップ (Jet Flap)
ジェットエンジンの排気をフラップに直接当て、下向きに曲げることで高揚力を得る方法。エクスターナリーブロウンフラップとの違いはフラップそのものが排気口に設置されているため常時ジェットの中にあることである。このためエンジンやフラップの配置に関する制約が大きく、さらにフラップには他の方法とは比較にならない耐熱性が必要になる。

## 乱流の利用

### 乱流制御翼
乱流制御翼 Circulation Control Wing (CCW) は航空機の主翼の揚力係数を高める高揚力装置である。CCW技術は60年以上の研究開発の歴史があり、初期の形式はブラウン・フラップと呼ばれていた。
CCWは、前縁から後縁に向かう空気流の速度を高くすることにより作動するが、そのために高圧の空気を噴射する隙間を備えた特殊な設計の主翼を用いる。主翼の後縁は丸まった形状になっており、空気流がそれに沿って流れるコアンダ効果により揚力を発生する。主翼面上の空気流の速度が高くなることで、翼型による通常の揚力も増える。